# Quarrata
Quarrata – miejscowość i gmina we Włoszech, w regionie Toskania, w prowincji Pistoia.
Według danych na rok 2004 gminę zamieszkiwały 22 683 osoby, 493,1 os./km².